# Raketenkatastrophe von Dannenwalde
Koordinaten: 53° 6′ 0″ N, 13° 9′ 35″ O

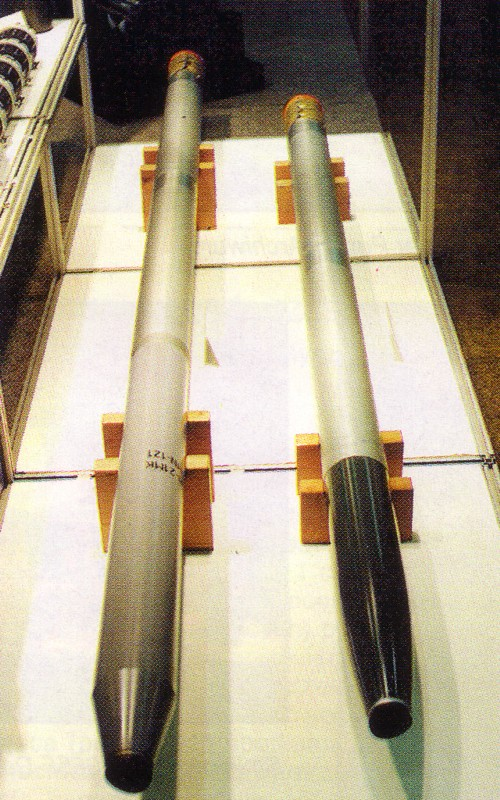
122-mm-Katjuscha-Raketen

Die Raketenkatastrophe von Dannenwalde bezeichnet eine Explosion in einem Munitionslager der in der DDR stationierten sowjetischen Truppen am 14. August 1977 bei Dannenwalde. Dabei wurden Hunderte von BM-21-Raketen gezündet, die in der näheren Umgebung niedergingen. Die genauen Umstände werden immer noch geheim gehalten, und die Anzahl der Todesopfer ist bis heute nicht bekannt; man schätzt 50 bis 300 Getötete, die alle den sowjetischen Streitkräften angehörten.

## Vorgeschichte
Im Jahr 1938 wurde bei Dannenwalde eine Munitionsanstalt zur Fertigstellung und Lagerung von Munition für die deutsche Luftwaffe errichtet, die Lufthauptmunitionsanstalt Dannenwalde. Während des Zweiten Weltkrieges fand eine Munitionslagerung so gut wie gar nicht statt, da die Munition sofort an die Front geliefert wurde.
Nach dem Krieg wurde das Gelände durch die Sowjetarmee genutzt. Die Kaserne wurde zum Stützpunkt der 2. Garde-Panzerarmee, das Munitionslager ausgebaut und weitere große Munitionsbunker errichtet. Laut Angaben des Bundesnachrichtendienstes befand sich in Dannenwalde ein Munitionslager (Objekt-Nummer 521) mit einer Gesamt-Kapazität von 13.200 Tonnen sowie eine Waffeninstandsetzungswerkstatt (Objekt-Nummer 523) für Artillerie-Technik bzw. Artillerie-Munition.
Bis heute ist nicht abschließend klar, ob auf dem Gelände auch Atomwaffen gelagert wurden; eine Aussage des ehemaligen Feuerwehrchefs der sowjetischen Truppen in der DDR, Wladimir Gawrilowitsch Wlassenko, der nach Angaben der Märkischen Allgemeinen Zeitung in einer ukrainischen Zeitung von „Spezialladungen“ sprach, hat das aber nahegelegt.
Die bis zum Jahr 1992 in Dannenwalde stationierte 3397. Bewegliche Raketentechnische Basis stellte die Versorgung des taktischen Boden-Boden-Raketenkomplexes SS-21 Scarab (9K79 Totschka) der 2. Garde-Panzerarmee sicher. Aufgabe einer Beweglichen Raketentechnischen Basis war die Sicherstellung der Versorgung der Raketentruppen mit Raketen, Gefechtsköpfen, Raketentreibstoffen und Komplettierungselementen der Bodenausrüstung. Daraus folgt, dass sich auf dem Gelände Gefechtsköpfe für die SS-21 Scarab befunden haben. Da dieser Raketentyp mit unterschiedlichen nuklearen und konventionellen (Splitter, Bomblets) Gefechtsköpfen bestückt werden kann, ist eine Unterscheidung nicht möglich. Die entzündeten 122-mm-BM-21-Raketen zählten nicht zum Lagergut der 3397. Beweglichen Raketentechnischen Basis, sondern galten als Artillerie-Munition.

## Ablauf der Katastrophe

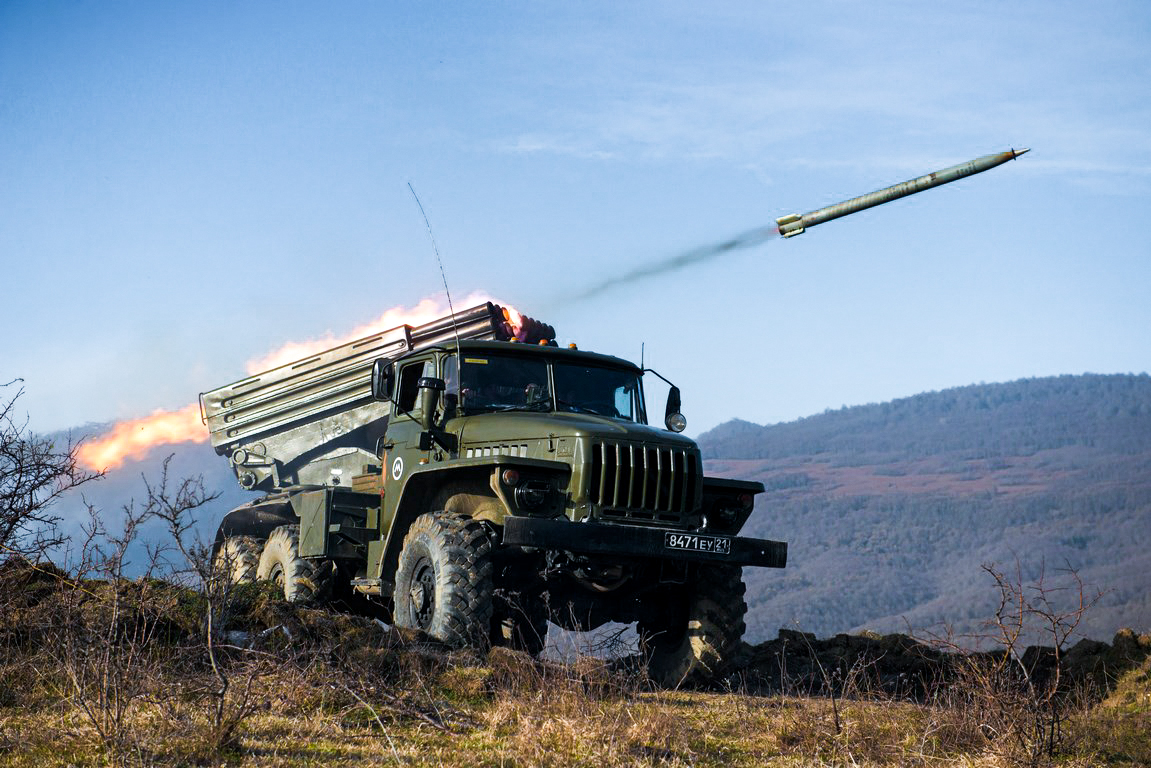
Abfeuern einer BM-21-Rakete. Flugkörper dieses Typs explodierten in Dannenwalde

### Beginn der Explosion
Am 14. August 1977 gegen 14 Uhr kam es zur Katastrophe. Es wird angenommen, dass ein Blitz in einen Stapel von 122-mm-BM-21-Raketen einschlug. Dies entzündete einige gelagerte Raketen, worauf auch daneben gelagerte weitere Munition in Brand geriet. Dies aktivierte die Feststoffantriebe der Raketen, die unkontrolliert starteten. Die genaue Anzahl der gezündeten Raketen ist bislang unbekannt, liegt aber aufgrund später aufgefundener Trümmer wahrscheinlich bei mindestens 1000.
Die Raketen flogen bis zu einem Umkreis von 15 km, es war ein Gebiet von 180 km² betroffen. In 23 Dörfern kam es zu Einschlägen. Da die Zünder ausgebaut waren, explodierten die Flugkörper nicht, sie richteten Sachschäden in Höhe von ca. 37.000 DDR-Mark durch die Einschläge an. Diese trafen zumeist Wiesen, Wälder und Ackerflächen, aber auch Gebäude. Auch ein Pkw wurde getroffen.
Die Einwohner von Dannenwalde verließen fluchtartig den Ort. Ein am Tor des Stützpunktes abgestellter Munitionszug konnte von Eisenbahnern aus der Gefahrenzone rangiert werden. Von 14 Uhr bis gegen 19:45 Uhr kam es zu Explosionen und unkontrollierten Raketenstarts.

### Opfer
Unter der Zivilbevölkerung gab es keine Opfer. Im Gegensatz dazu hatten die sowjetischen Truppen eine erhebliche Anzahl von Toten zu beklagen, da die Soldaten teilweise mit primitiven Mitteln versuchten, die Explosionen einzudämmen. Durch die bis heute andauernde Geheimhaltung der russischen Streitkräfte ist die Zahl der getöteten Soldaten nicht bekannt. Die Schätzungen liegen zwischen 50 und 300 Toten, die Zahl von bis zu 300 Toten ist aber nach derzeitigem Wissensstand auf ein Gerücht zurückzuführen, das kurz nach dem Ereignis umlief. Die bislang realistischste Schätzung, die nach der Anzahl der durch DDR-Unternehmen hergestellten und in die Kaserne gelieferten Zinksärge erstellt wurde, kommt zu dem Ergebnis von 70 Toten.

### Nach der Katastrophe
Nach der Katastrophe wurde das Munitionslager geräumt und die noch unbeschädigte Munition auf andere Stützpunkte verteilt. Die beschädigte Munition wurde auf einem nahegelegenen Truppenübungsplatz gesprengt. Dort kam es für mehrere Wochen jeden Abend zu Sprengungen; insgesamt wurden etwa 330 Lkw-Transporte zu diesem Sprengplatz durchgeführt. In den Nächten kurz nach der Katastrophe kam es zu umfangreichen Transporten mit überschweren Lkw, die auf den Abtransport von Kernwaffen hindeuten könnten.
Bei Aufräumungsarbeiten in der Umgebung konnten 770 Raketen geborgen werden. Zeugen der Arbeiten berichteten, dass einige Munitionskörper gefunden wurden, die eine auffällige gelbe Markierung aufwiesen; diese Munition sei dann besonders vorsichtig abtransportiert worden. Aufgrund dieser Zeugenaussagen kam es zu Vermutungen, dass auf dem Standort auch chemische Waffen gelagert wurden.
In der DDR wurde jegliche Information über dieses Ereignis unterdrückt. Über den Vorfall gab es keine offizielle Berichterstattung. Noch lange Zeit danach öffnete das MfS angeblich jeden Brief, der aus Dannenwalde geschickt wurde.

## Situation heute
Nach dem Abzug der sowjetischen Truppen wurden bei einer Aufräumaktion im Jahr 2002 noch 270 vergrabene Katjuscha-Raketen gefunden. Bis zum heutigen Tag liegt noch eine nicht bekannte Menge Munition im Boden des ehemaligen Militärgeländes. Einige Lagerbunker weisen sichtbare Explosionsschäden auf, diese befinden sich unmittelbar neben der separat eingezäunten Beweglichen Raketentechnischen Basis.
Da die sowjetischen Streitkräfte eine 40-jährige Sperrfrist verhängt haben, ist ein Zugang zu den Akten theoretisch seit 2017 möglich, wenn die Sperrfrist nicht vor Ablauf vom Rechtsnachfolger Russische Föderation verlängert worden ist.

## Reportage
- DDR Geheim: Das Raketeninferno von Dannenwalde. Reportage des MDR Fernsehens, 2007, von Michael Erler